# Henry Picker
Henry Picker (* 6. Februar 1912 in Wilhelmshaven; † 2. Mai 1988 in Starnberg) war ein deutscher Verwaltungsjurist. Bekannt wurde er als Protokollführer der Tischgespräche Adolf Hitlers.

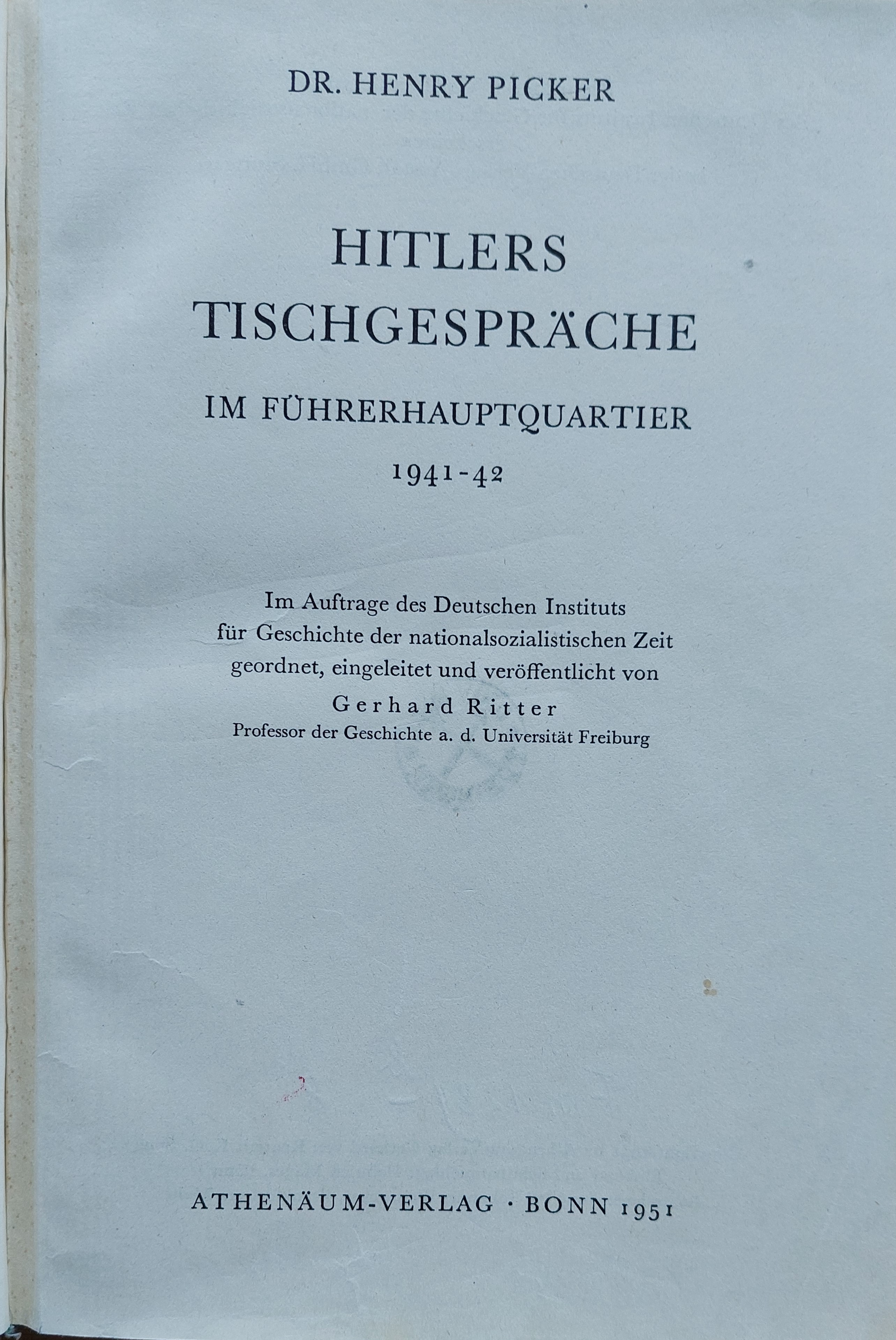
Tischgespräche (1951)

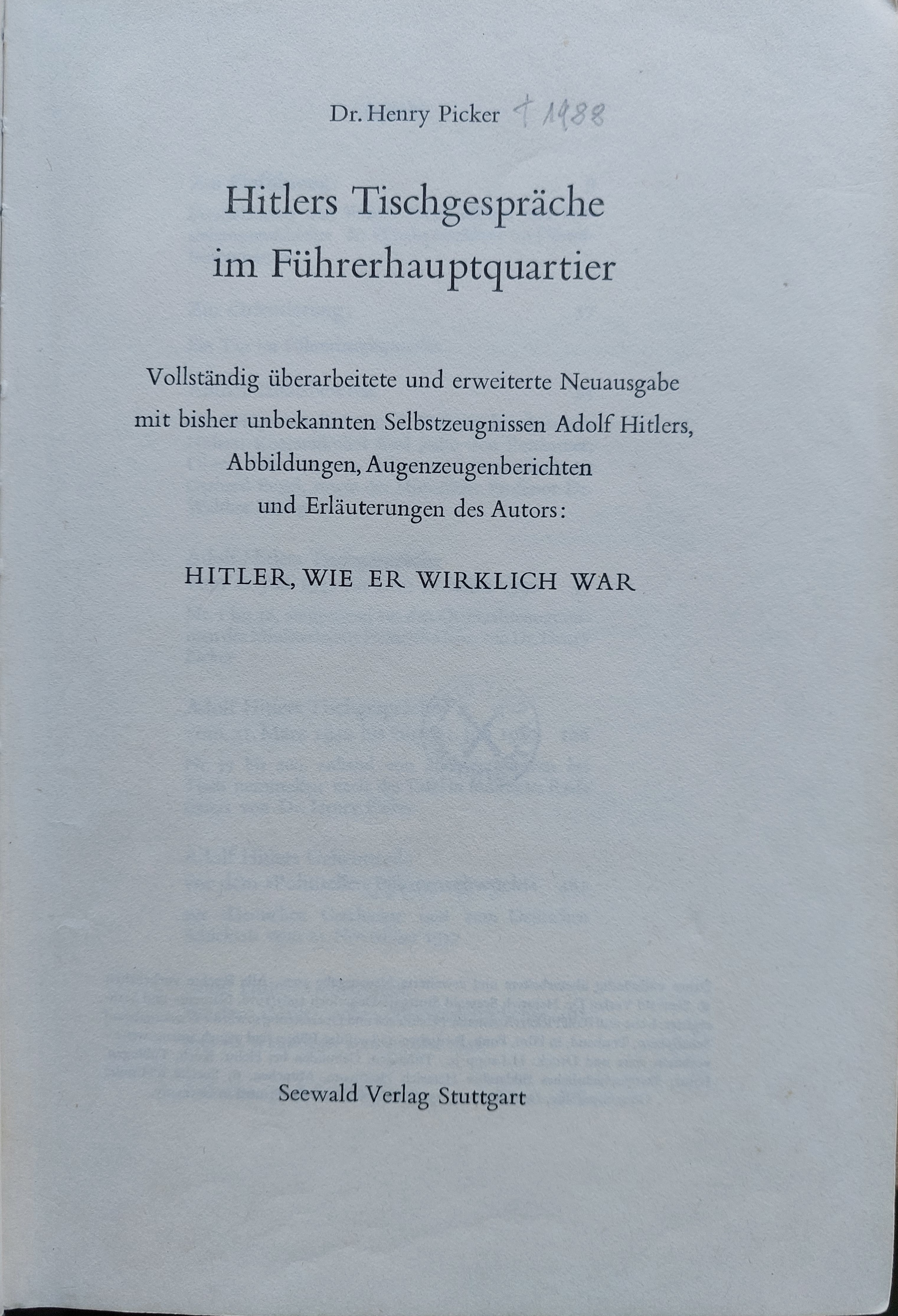
Tischgespräche (1976)

## Leben
Picker, Sohn eines Wilhelmshavener Kaufmanns und Senators, trat zum 1. April 1930 der NSDAP bei (Mitgliedsnummer 322.834) und studierte dann Rechtswissenschaft an der Philipps-Universität Marburg, der Christian-Albrechts-Universität Kiel und der Friedrich-Wilhelms-Universität Berlin. Seit 1931 war er Mitglied des Corps Teutonia Marburg. Seit 1934 Referendar, promovierte er 1936 in Kiel zum Dr. iur.
1936/37 war er (als Assessor) Hauptreferent und Auslandsrepräsentant der Reichsjugendführung. 1938/39 war er Regierungsrat in Jever und Brake (Unterweser). Nachdem er 1940/41 beim Stab des Stellvertreters des Führers in München gewesen war, kam er von März bis Juli 1942 als Oberregierungsrat und juristischer Mitarbeiter Hitlers ins Führerhauptquartier. In Vertretung von Heinrich Heim hatte er Hitlers Tischgespräche zu protokollieren. Am 19. September 1942 beauftragte der Reichsinnenminister Wilhelm Frick Picker mit der kommissarischen Verwaltung des Landratsamtes des Landkreises Norden.
Seit 1943 Soldat der Wehrmacht, kam er als Fähnrich d. R. in britische Kriegsgefangenschaft, aus der er 1947 entlassen wurde. In der Nachkriegszeit vertrat er von 1948 bis 1951 das Notstandsgebiet Wilhelmshaven beim Bund in Frankfurt am Main und Bonn. Danach arbeitete er als Schriftsteller.
Seine umgearbeitete Fassung der von ihm selbst und Heim gemachten Aufzeichnungen wurde ab 1951 als Hitlers Tischgespräche in zahlreichen Auflagen publiziert. In der Folge kam es zu rechtlichen Auseinandersetzungen über etwaige Urheberrechte Pickers an den Notizen. Die vollständigen Aufzeichnungen wurden erst 1980 von Werner Jochmann herausgegeben, woraufhin Picker erneut die juristische Auseinandersetzung suchte.
1963 veröffentlichte Picker ein Buch über Papst Johannes XXIII., bei dessen Abfassung er von dem vatikanischen Bibliothekar Graf Giuseppe Newlin beraten wurde.
Seit 1941 war er mit der Sportlehrerin Irene geb. Atzinger verheiratet. Mit ihr hatte er drei Söhne und eine Tochter.

## Werke
- Darstellung und geistesgeschichtliche Deutung der neuen Strömungen in der Kriminalpolitik und die Überwindung des Schulenstreits. Die Zweckbestimmung der Strafe im Dritten Reich. Berlin 1935 (= Dissertation Uni Kiel 1936)
- Hitlers Tischgespräche im Führerhauptquartier 1941–1942. Athenäum, Bonn 1951. (Vollständig überarbeitete und erweiterte Neuausgabe mit bisher unbekannten Selbstzeugnissen Adolf Hitlers, Stuttgart 1983, ISBN 3-512-00425-3.)
- Johannes XXIII. Der Papst der christlichen Einheit und des 2. vaticanischen  Konzils. blick und bild, Kettwig 1963